# Mouriri domingensis
Mouriri domingensis är en tvåhjärtbladig växtart som först beskrevs av François Richard de Tussac, och fick sitt nu gällande namn av Édouard Spach. Mouriri domingensis ingår i släktet Mouriri och familjen Melastomataceae. Inga underarter finns listade i Catalogue of Life.